# Mínim comú denominador

Divisors de 3 i 8

Rep el nom de mínim comú denominador de dues o més fraccions aquell nombre resultat de calcular el mínim comú múltiple dels denominadors és d'aquestes mateixes fraccions, generalment amb l'objectiu d'obtenir dues (o més) fraccions del mateix denominador i respectivament equivalent a les fraccions inicials.
Per exemple, el mínim comú denominador d'1/3 i 4/8 és 24 perquè MCM 3·8 = 24.
La realització del mínim comú denominador de 2 o més fraccions s'empra per esbrinar el denominador que han de tenir les dues fraccions, mentre que per esbrinar el numerador de cadascuna pot emprar la següent fórmula:
{\displaystyle Antic\ numerador\star (Denominador\ com{\acute {u}}/Antic\ denominador)=Nou\ numerador}.
(* = Multiplicació;/= Divisió).